# Trimeresurus gramineus
Trimeresurus gramineus este o specie de șerpi din genul Trimeresurus, familia Viperidae, descrisă de Tsen-Hwang Shaw în anul 1802. Conform Catalogue of Life specia Trimeresurus gramineus nu are subspecii cunoscute.

## Galerie

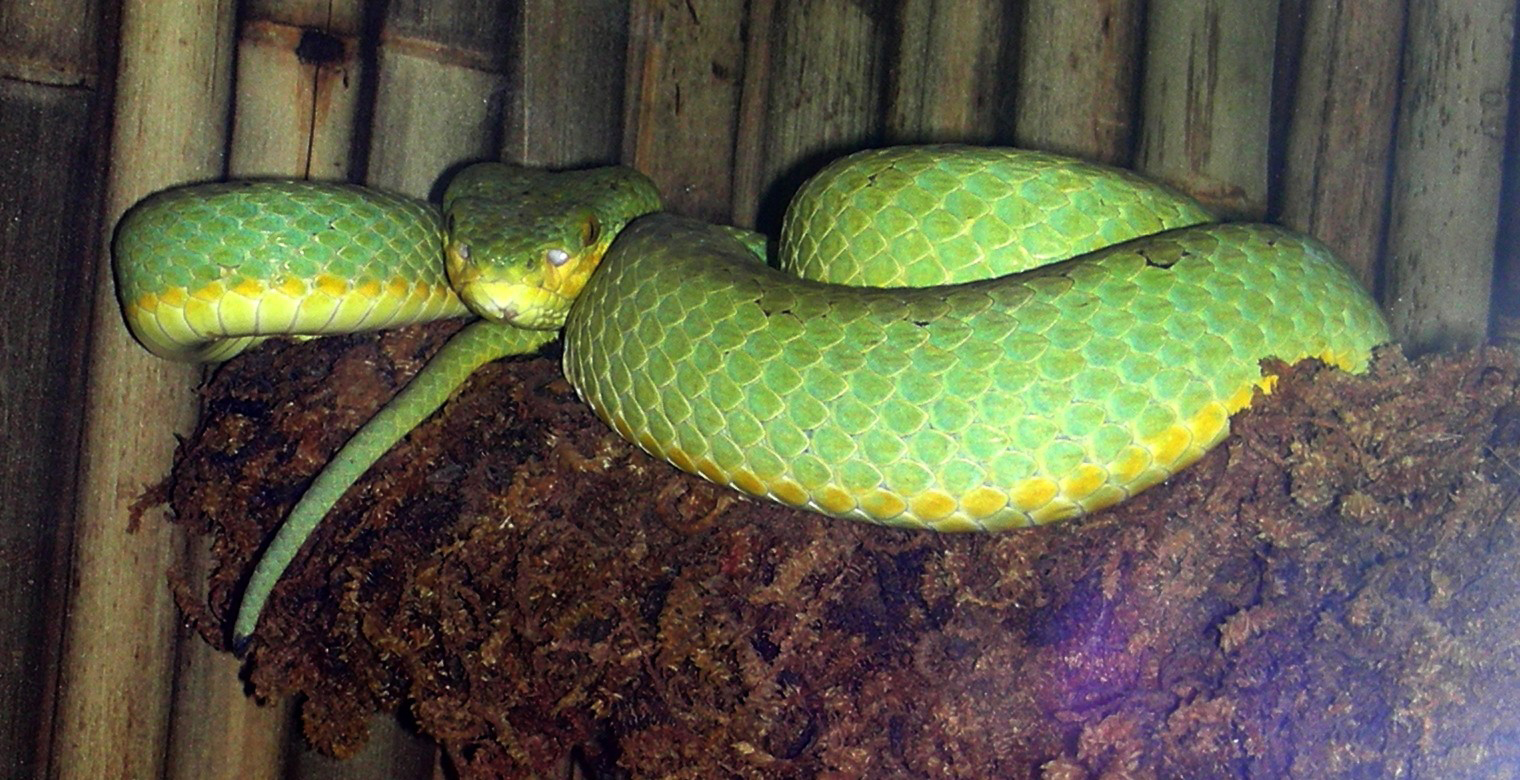
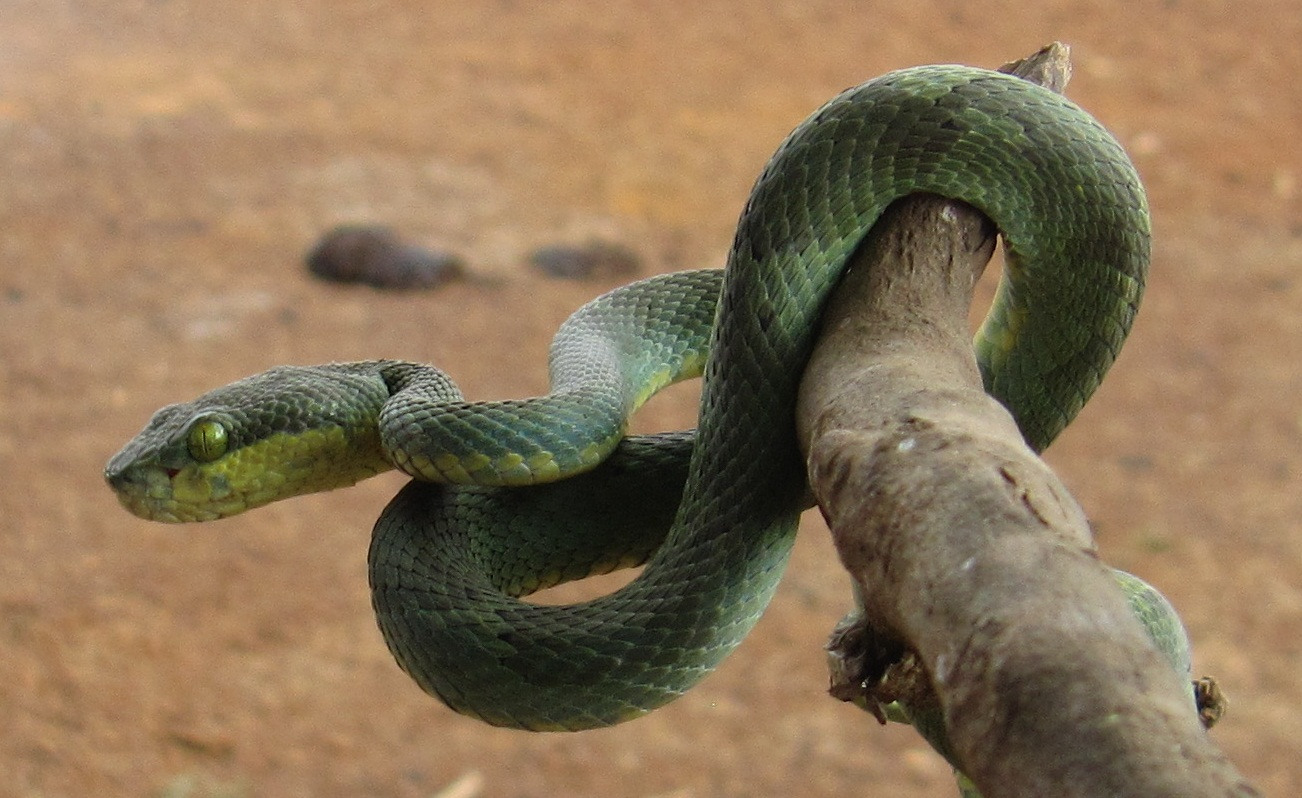
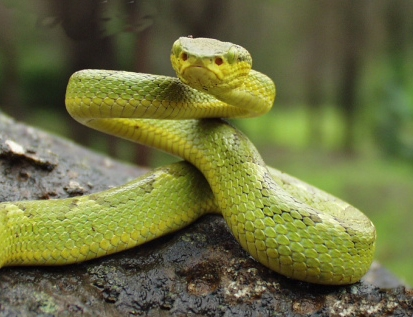
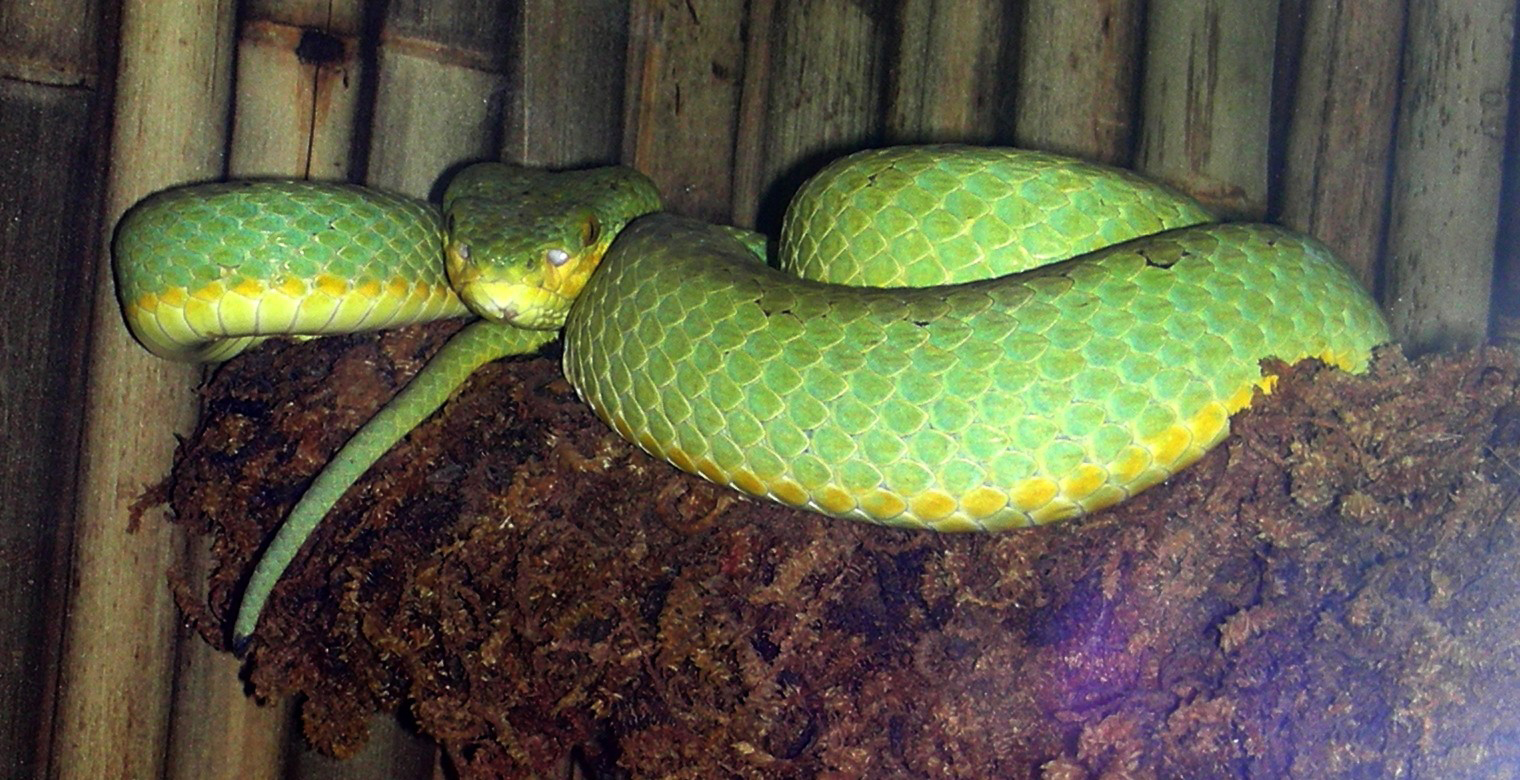